# Змей в Эссексе (роман)
«Змей в Эссексе» (англ. The Essex Serpent) — роман британской писательницы Сары Перри, впервые опубликованный в 2016 году. Стал бестселлером, был благожелательно принят критиками. В 2022 году вышла экранизация книги в формате сериала с Клэр Дэйнс и Томом Хиддлстоном в главных ролях.
Действие романа происходит в викторианской Англии. Главная героиня, Кора Сиборн, после смерти мужа решает перебраться из Лондона в деревню Элдвинтер в Эссексе. Её внимание привлекают местные поверья о мифическом существе — Эссекском змее.
Первый тираж книги был скромным — пять тысяч экземпляров. Однако он очень быстро разошёлся: к маю 2017 года продажи превысили 200 тысяч экземпляров, к февралю 2021 года — 359 тысяч экземпляров. Роман был удостоен Британской книжной премии за 2016 год.